# Wiener Eissportgemeinschaft
Die Wiener Eissportgemeinschaft (kurz WEG) war ein österreichischer Eissportverein aus Wien, der auf Druck des Sportgauführers Kozich im Oktober 1939 aus dem Zusammenschluss des Wiener Eislauf-Vereins mit dem EK Engelmann Wien entstand. Nach dem Zweiten Weltkrieg trennten die beiden Vereine sich wieder, ehe sich beide 1948 erneut zusammenschlossen. 1951 folgte die endgültige Trennung beider Vereine.
Als größte Erfolge der fusionierten Eishockeymannschaft der Wiener EG gelten der deutsche Meistertitel 1940 sowie die österreichischen Meistertitel 1949, 1950 und 1951.

## Meistermannschaften
| Deutscher Meister 1940 WEG        | Karl Oerdögh, Josef Wurm – Lambert Neumaier, Otto Voit, Josef Göbl, Fritz Demmer, Hans Schneider, Hubert Tschammler, Walter Feistritzer, Franz Zehetmayer, Karl Kirchberger, Rudolf Vojta, Franz Csöngei                                      |
| Österreichischer Meister 1949 WEG | Alfred Huber, Veit – Friedrich Demmer, Rudolf Vojta, Franz Potucek, Kopecky, Willibald Stanek – Friedrich Walter, Rudolf Wurmbrand, August Specht; Hans Schneider, Walter Feistritzer, Albert Böhm, Julius Juhn, Herbert Föderl, Adolf Hafner |